# Anton Wolf von Haxthausen
Anton Wolf von Haxthausen (* 1. Juni 1647 in Thienhausen; † 19. November 1694 in Berlin) war ein deutscher Diplomat und Oberlanddrost in dänischen Diensten.

## Leben

### Herkunft
Haxthausen war der älteste Sohn von Wolf von Haxthausen und dessen Frau Mechthilde Sophie geb. von Hanxleden. Er entstammte väterlicherseits dem lutherischen Zweig des alten westfälischen Adelsgeschlechts Haxthausen, das zum Uradel im Hochstift Paderborn zählt.

### Werdegang
Mit sieben Jahren kam Haxthausen als Page an den Hof des letzten oldenburgischen Grafen Anton Günther von Oldenburg, einem Jugendfreund seines Vaters. Hier erhielt er eine sorgfältige Erziehung und verließ nach dem Tode des Grafen 1669 Oldenburg, um als Junker in den Dienst des dänischen Königs Friedrich III. zu treten. Durch das Aussterben der oldenburgischen Grafenlinie war Friedrich III. auch oldenburgischer Landesherr geworden. Als Christian V. von Dänemark 1670 den Thron bestieg, gehörte Haxthausen bald zum engsten Kreis des Hofes und machte schnell Karriere, da er das starke Interesse für Pferde mit dem König teilte. So wurde er 1671 erst Reitjunker und dann Stallmeister, 1679 erster Stallmeister und 1680 Oberstallmeister. Der König, der mit Haxthausens Arbeit beim Aufbau des bald berühmten Gestüts auf Schloss Frederiksborg sehr zufrieden war, vertraute ihm auch diplomatische Aufgaben an. 1676 reiste Haxthausen nach Braunschweig und Hessen-Kassel, um dort um Unterstützung für den Nordischen Krieg gegen Schweden zu werben. 1678 schloss er ein Hilfsabkommen mit dem Bischof von Münster. 1687 war er, inzwischen Träger des zweithöchsten dänischen Ordens, des Dannebrogordens, als außerordentlicher Gesandter in Dresden, Celle, Hannover und Wien tätig.
Am 31. Mai 1692 wurde er zum Oberlanddrosten der der zu Dänemark gehörenden Grafschaften Oldenburg und Delmenhorst ernannt, hielt sich allerdings schon ab 1683 in Oldenburg auf, wo er die Geschäfte des Oberlanddrosten für den erkrankten Amtsinhaber Burchard von Ahlefeldt führte. Kurz nach seiner offiziellen Amtsübernahme schied Haxthausen am 31. Mai 1694, nach ständigen Streitigkeiten mit dem Gouverneur der Grafschaften Gustav Wilhelm von Wedel, wieder aus diesem Amt aus. Noch während seiner Oldenburger Zeit nahm Haxthausen auch an weiteren Allianzverhandlungen Dänemarks teil, so in Dresden und ab 1688 in Berlin, wo Haxthausen den dänischen Diplomaten Christian von Lente als Botschafter ablöste, der wiederum in dieser Funktion nach Holland entsandt wurde. In Berlin starb Haxthausen dann 1694 überraschend.

### Familie
Haxthausen heiratete am 6. April 1689 Dorothea Justina geb. von Aldenburg (1663–1735), eine Tochter Antons I. von Aldenburg und Enkelin des oldenburgischen Grafen Anton Günther von Oldenburg. Dadurch wurde er Schwager von Graf Georg Ernst von Wedel-Jarlsberg (1666–1717), der ihm als Oberlanddrost in Oldenburg und Delmenhorst nachfolgte. Sein Sohn Christian Friedrich (1690–1740) wurde später ebenfalls Oberlanddrost der beiden Grafschaften und in den dänischen Grafenstand erhoben. Anton Wolf und Dorothea Justina von Haxthausen hatte weitere Kinder:
- Christian Friedrich (* 19. Juli 1690; † 26. Dezember 1740), Kammerherr und Oberlanddrost in dänischen Diensten.
- Anton Wolff (1691–1698)
- Charlotte Sophie (* 19. Juli 1692; † 1726) ⚭ Friedrich Ludwig Wilhelm von Dürnberg, Geheimrat in Hessen-Kassel
- Johann August (* 22. September 1693; † 9. Februar 1762), Sächsischer Generalmajor
- Wilhelmine Christine (* 8. Oktober 1694; † 1727)